# Élections générales britanniques de 1935 en Écosse
Des élections générales britanniques ont lieu le 14 novembre 1935 pour élire la 37e législature du Parlement du Royaume-Uni. L'Écosse élit 71 des 615 députés.

## Résultats
| Partis | Partis                   | Partis                   | Voix      | Voix  | Voix       | Total des sièges | Total des sièges | Total des sièges |
| Partis | Partis                   | Partis                   | Votes     | %     | +/−        | Sièges           | +/−              |                  |
| ------ | ------------------------ | ------------------------ | --------- | ----- | ---------- | ---------------- | ---------------- | ---------------- |
|        | Gouvernement national    | Gouvernement national    | 1 135 403 | 49,8  | 14,2       | 43 / 71          | 21               |                  |
|        | Unioniste                | 962 595                  | 42,0      | 7,5   | 35 / 71    | 13               |                  |                  |
|        | National-libéral         | 149 072                  | 6,7       |       | 7 / 71     |                  |                  |                  |
|        | National travailliste    | 19 115                   | 0,9       | 0,1   | 1 / 71     | stagnation       |                  |                  |
|        | Candidats directs        | 4 621                    | 0,2       |       | 0 / 71     |                  |                  |                  |
|        | Travailliste             | Travailliste             | 863 789   | 36,8  | 4,2        | 20 / 71          | 13               |                  |
|        | Libéral                  | Libéral                  | 174 235   | 6,7   | 1,9        | 3 / 71           | 4                |                  |
|        | Travailliste indépendant | Travailliste indépendant | 111 256   | 5,0   |            | 4 / 71           |                  |                  |
|        | SNP                      | SNP                      | 25 652    | 1,1   |            | 0 / 71           |                  |                  |
|        | Communiste               | Communiste               | 13 462    | 0,6   | 0,8        | 1 / 71           | 1                |                  |
| Total  | Total                    | Total                    | 2 323 797 | 100,0 | stagnation | 71 / 71          | stagnation       |                  |